# Joodse visies op het christendom
Vrijwel alle personen die een centrale rol speelden in het ontstaan van het christendom waren Joods. De joodse religie was al vele eeuwen voor Christus ontstaan, te midden van volkeren die in de ogen van het jodendom afgoden dienden. Afwijkende opvattingen over de jood Jezus en zijn leer hebben tot de grote verschillen tussen jodendom en christendom geleid. Onder meer Maimonides en rabbi Jacob Emden schreven uitvoerig over Jezus. In de afgelopen decennia (v.a. 1970) is er overigens een groeiend aantal Messiasbelijdende Joden.
In de middeleeuwen werden joodse geschriften aan katholieke censuur onderworpen, met gevolg dat passages over Jezus geschrapt moesten worden. Jezus komt voor in de Gemara (al wordt betwijfeld of het hier om dezelfde persoon gaat), een onderdeel van de Talmoed dat is ontstaan in de eerste zes eeuwen van onze jaartelling. Zijn naam is hier Yeshu Ha-Notzri (Jesjoe Ha-Notzri) en hij wordt gezien als iemand die vergeten dient te worden. Deze opvatting staat haaks op die van het christendom, dat de jood Jezus als messias belijdt en in de joodse profeten gelooft, die over een joodse messias profeteren. Dit heeft tot gevolg dat de joodse visies op het christendom heel anders zijn dan de christelijke visies op het jodendom. Verder wordt Jezus genoemd in de Tosefta.
Daar komt bij dat het jodendom zeer praktisch van aard is. Centraal in het jodendom staat de joodse wet (bijvoorbeeld inzake voedsel, gebed, feestdagen en omgang met gasten en zakenrelaties) die men moet vervullen om God te dienen. Het christendom is bij de uitvoering van de joodse wetten slechts zelden relevant.
Bovendien zijn christelijke geschriften in het jodendom niet van belang.
In veel gevallen zijn de visies op het christendom kritisch. De vele vervolgingen van joden uit naam van het christendom hebben bovendien vaak voor een aversie jegens het christendom geleid. Dat wil echter niet zeggen dat alle joden deze visies delen of dat ze op alle christenen van toepassing zijn. Veel joden zijn er zich van bewust dat er christenen zijn die de joden welgezind waren. Niet alleen in het verre verleden, maar ook tijdens de Tweede Wereldoorlog, waren er christenen die zich door hun geloof en christelijke waarden geïnspireerd voelden om onderdak of hulp aan joden te verlenen, soms met gevaar voor eigen leven. Ook tegenwoordig worden de vele christelijke solidariteitsacties zoals de christelijke ambassade in Jeruzalem gewaardeerd door seculiere en liberale joden, maar niet door de meeste religieus-orthodoxe stromingen.

## Joodse visies op het christendom in het algemeen

### Het christendom als onderdrukker
In de loop der eeuwen hebben Joden zich bekeerd tot het christendom om vervolging of discriminatie te beëindigen of deportatie te voorkomen. Ook werden Joden verplicht om missen bij te wonen in kerken. Dit was in het bijzonder het geval in katholieke landen zoals Spanje, Frankrijk en Italië, maar ook elders in Europa. Soms werden Joden met de dood bedreigd en ook daadwerkelijk vermoord, omdat ze joden waren (en bleven). In andere gevallen moesten Joden speciale kleding dragen, in getto's leven, of op korte termijn uit plaatsen of regio's vertrekken. Veelvuldig werd Joods bezit geroofd of vernield. Dit alles leidde ertoe dat het christendom, zeker in het verleden, als onderdrukker werd beschouwd. Verschillende christelijke auteurs, zoals Michael L. Brown, hebben deze misdaden erkend.
Het christendom wordt ook gezien als een economische onderdrukker. Doordat het Joden verboden werd om op zondag te werken bijvoorbeeld, of omdat vele beroepen en gilden niet toegankelijk waren voor Joden.
Door de christelijke onderdrukking en vervolging van Joden ligt het opdringen van christelijke symbolen aan Joden vaak bijzonder gevoelig. Een voorbeeld is het kruis dat de Portugees-Israëlietische Synagoge in Amsterdam vertegenwoordigde op een Nederlandse postzegel. De postzegel werd uiteindelijk uit de omloop gehaald. Een ander recent voorbeeld is de woede die ontstond bij sommige Joden na het plaatsen van bijzonder grote kruisen bij Auschwitz. Ook het Internationale Rode Kruis weigerde specifiek de Israëlische gezondheidsdienst op te nemen onder hun eigen symbool, de Rode Davidster.

### Het christendom als afgoderij
De opvatting dat het christendom een vorm van afgoderij is, berust in de eerste plaats op de "drie-eenheid" van de Vader, de Zoon en de Heilige Geest in de christelijke leer. God is in het jodendom één, absoluut, onstoffelijk en kent ook geen stoffelijk verschijningsvorm. Het idee dat God een fysieke zoon zou hebben, wordt in het jodendom dan ook als heidens verworpen. De drie-eenheid is in haar kern strijdig met de joodse geloofsprincipes. Toch zijn er enkele Christelijke gemeentes die het Joodse Godsbeeld wel vasthouden (zie unitarisme).
Ook het gebruik van beelden in de eredienst in Rooms-Katholieke Kerk en oosters-orthodoxe kerken wordt in het jodendom als een vorm van afgoderij beschouwd. In het bijzonder gaat het om beelden en afbeeldingen van Jezus en Maria. Immers in de Tien Geboden van de Thora is het maken van afgodsbeelden of beeltenissen van God verboden. Het aanbidden van beelden is daarom in het jodendom ook strikt verboden. De verering van Jezus en Maria in het algemeen, maar ook de verering van bijvoorbeeld engelen, het geloof in duivels en de verering van vele heiligen zoals in de Rooms-Katholieke Kerk wordt in het jodendom als een vorm van afgoderij beschouwd. Vandaar dat op het christendom overgegane joden als dienaren van afgoden worden gezien.

### Het christendom als bekeerder
Sommige stromingen binnen het christendom streven bekering van alle Joden na. Als die voltooid is, zal volgens hen het koninkrijk Gods op aarde neerdalen. Joden beschouwen deze pogingen als verwerpelijk en getuigend van gebrek aan respect. Zij hebben immers al een religie en voor hen is het dan ook onbegrijpelijk waarom zij bekeerd zouden moeten worden. Bekering tot enige andere religie druist overigens tegen de basisprincipes van het jodendom in. Belast door allerlei gebeurtenissen uit het verleden worden joden dan ook het liefst in hun religieuze beleving met rust gelaten. Het jodendom zelf kent geen zendingsdrift.

### Het christendom als hulp
De geboden en verboden uit het orthodoxe jodendom maken het soms moeilijk voor joden om aan het moderne leven deel te nemen. Zo mag een orthodoxe jood op sjabbat het elektrisch licht niet aan of uitdoen, en het fornuis niet ontsteken. Voor een christelijke of iedere niet-joodse buurman geldt dit gebod echter niet. Christelijke buren van een joodse familie worden dan ook wel ingeschakeld als 'sjabbesgoj' om deze kleine handelingen te verrichten.

## Joodse visies op Jezus

### Jezus als messias of profeet
Volgens het Nieuwe Testament waren er Joden die tijdens Jezus' leven dachten dat hij de messias of een profeet was. Deze volgden hem op zijn reizen of kwamen van heinde en verre om hem te ontmoeten, naar hem te luisteren of een zegen van hem te ontvangen. Het geloof dat er een messias komt is van joodse oorsprong, maar het jodendom koestert bepaalde verwachtingen van de messias.

### Jezus als valse messias of profeet
Omdat Jezus niet genoemd wordt in de joodse boeken uit zijn tijd berust de visie dat Jezus een valse messias of profeet moet zijn geweest op latere joodse teksten of een joodse interpretatie van de boodschap in het Nieuwe Testament. Het jodendom stelt dat God absoluut en perfect is en ziet dit als in strijd met de drie-eenheid. Alle mensen zijn gelijk, waarbij de een niet goddelijker is dan de ander.
De messias in het jodendom is dan ook niet JHWH, maar enkel een mens van vlees en bloed, die politieke en religieuze leiding geeft aan het Joodse volk als koning en profeet.
Hoewel de messias een geloofsbeginsel is van het jodendom, dient er een consensus over de persoon te bestaan en zijn er vele joodse verwachtingen van de messias waaraan Jezus niet heeft voldaan. Onder meer:
1. het aanbreken van een periode van vrede en welvaart zowel voor het Joodse volk als de andere volkeren nog tijdens het leven van de messias
2. de wederopbouw of herinwijding van de Tempel van Jeruzalem, waarbij alle volkeren (de eenheid van) God zullen erkennen.
3. de opstanding van de doden in het laatste der dagen na de periode van stabiliteit en moreel gedrag.

Aan geen van deze voorwaarden en verwachtingen is tot op heden voldaan. Daarom maakten joden uit het Nieuwe Testament op dat men Jezus vaak al tijdens zijn leven als valse profeet of messias zag. Nadat hij stierf zonder dat de beloften werden uitgekomen, werden joden gesterkt in de opvatting dat hij slechts een van de vele Joodse zelfverklaarde messiassen is, wie de latere Sjabtaj Tzwi een ander bekend voorbeeld is. Ook zouden Jezus' volgelingen volgens deze visie een nieuw publiek voor hem hebben moeten vinden omdat er binnen het jodendom geen interesse meer voor hem kon bestaan. Dit werden de eerste christenen.
In de Sefer Toledot Yeshu wordt Jesjoe (Jezus) beschreven als de zoon van Joseph Pandera en zou hij hebben geleefd in de regeringstijd van Alexander Janneüs (103 - 76 v. chr.) en diens vrouw en opvolger Helene (Salome Alexandra, 76 - 67 v. chr.). Hij zou zich onterecht de Messias hebben genoemd.

### Jezus als leraar of prediker
Sommige Joden delen de conclusies die volgen uit de analyse van het Nieuwe Testament met toepassing van de historisch-kritische methode. Zij zien de historische Jezus als een profeet of prediker met een apocalyptische boodschap. Hij zou nooit gepretendeerd hebben de zoon van God, de messias of een deel van een drie-eenheid van de Vader, de Zoon en de Heilige Geest te zijn.
In deze opvatting heeft het christendom van nu weinig met de oorspronkelijke leer van Jezus van doen. Het christendom is hier eerder het product van het geloof van recentere, niet-joodse bekeerlingen van leerlingen van Jezus en de prediking van de apostel Paulus.

### Jezus als onbelangrijk persoon
Voor veel Joden is de persoon Jezus ronduit onbelangrijk, een persoon die wordt genoemd in de boeken van een andere godsdienst zonder relevant te zijn voor de joden en het jodendom.

### Visies algemeen
- (en) The "Jewish roots of Christianity" - whatjewsbelieve.org
- (en) Reactie van de Katholieke kerk op joodse vragen over het christendom - simpletoremember.com

### Visies op Jezus
- (en) The Jewish Response to Missionaries (Jews for Judaism, 2001) - jewsforjudaism.org
- (en) Waarom Joden niet in Jezus geloven - simpletoremember.com
- (en) Jesus was not the Messias - whatjewsbelieve.org